# Irische Rugby-League-Nationalmannschaft
Die irische Rugby-League-Nationalmannschaft vertritt Irland auf internationaler Ebene in der Sportart Rugby League. Genau wie die irische Rugby-Union-Nationalmannschaft repräsentiert das Team dabei sowohl die Republik Irland als auch Nordirland. Die Mannschaft ist auch unter dem Spitznamen „The Wolfhounds“ bekannt.

## Geschichte
Wegen der, insbesondere im Vergleich zu Rugby Union, geringen Popularität des Rugby League in Irland stellte die Insel lange Zeit keine eigene Nationalmannschaft. Vereinzelt traten irische Spieler für die britische Rugby-League-Nationalmannschaft an. Erst am 17. März 1995 absolvierte Irland sein erstes Länderspiel gegen die Rugby-League-Nationalmannschaft der Vereinigten Staaten in Washington, D.C., welches mit 24:22 gewonnen werden konnte. Zur Weltmeisterschaft 1995 wurden die Wolfhounds noch nicht eingeladen. Bei ihrer WM-Premiere fünf Jahre später überraschte Irland als Co-Gastgeber mit drei Vorrundensiegen und dem Einzug ins Viertelfinale, welches man mit 16:26 gegen die hochfavorisierten Engländer verlor.
Bei der Rugby-League-Weltmeisterschaft 2008 errangen die Iren abermals den ersten Platz in ihrer Vorrundengruppe, scheiterten aber in der Qualifikation fürs Halbfinale an Fidschi. 2013 war man in einer Vorrundengruppe mit Australien, England und Fidschi chancenlos und verlor alle drei Spiele. Die größten Erfolge des Teams sind bis heute zwei Vize-Meisterschaften im Rugby League European Cup.